# South Tottenham (stacja kolejowa)
South Tottenham (kod stacji: STO) – stacja kolejowa w Londynie, na terenie London Borough of Haringey, zarządzana i obsługiwana przez London Overground. W roku statystycznym 2008-09 skorzystało z niej ok. 233 tysiące pasażerów.

## Galeria

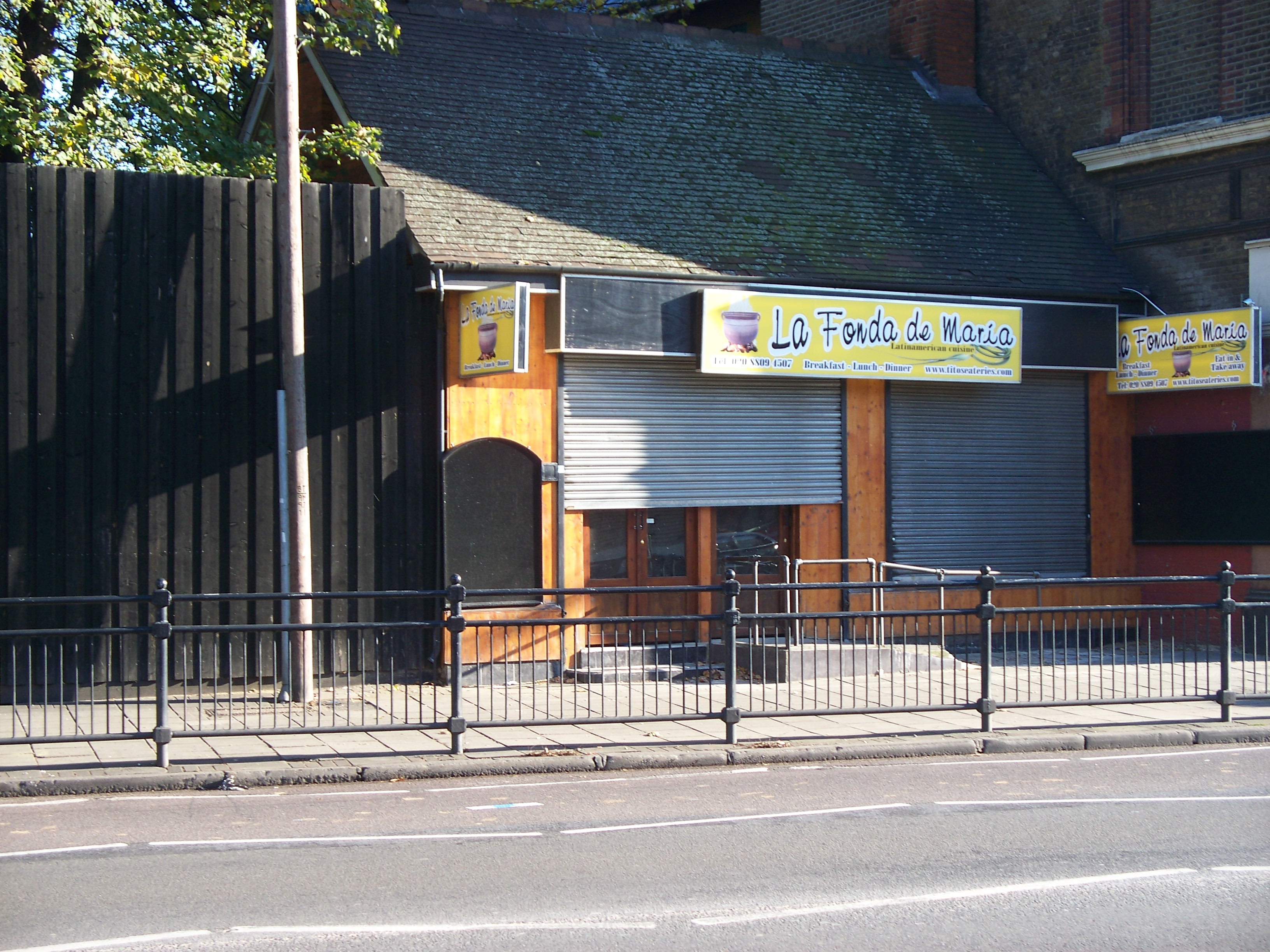
Dawny budynek stacji, dziś restauracja
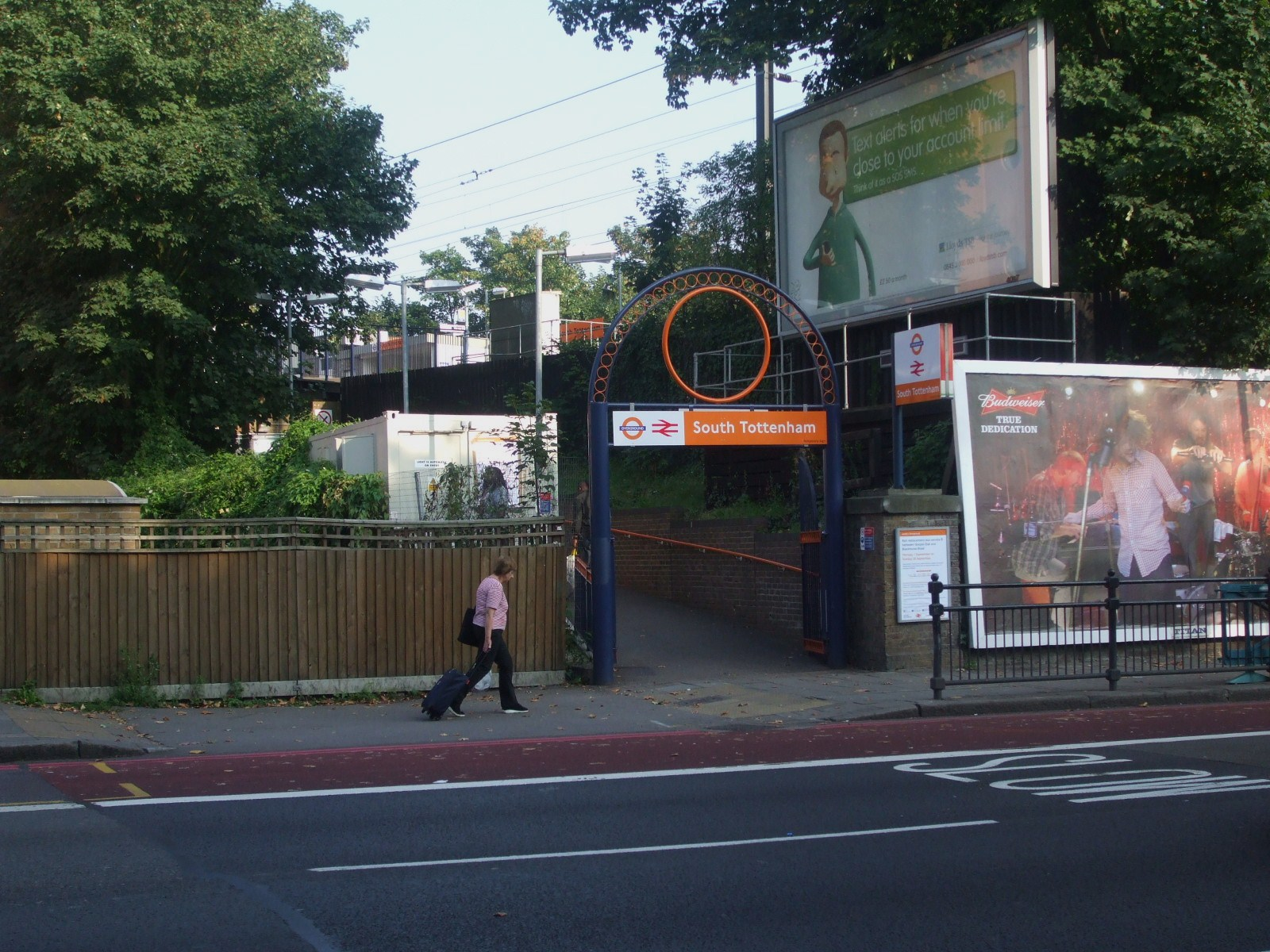
Wejście na stację
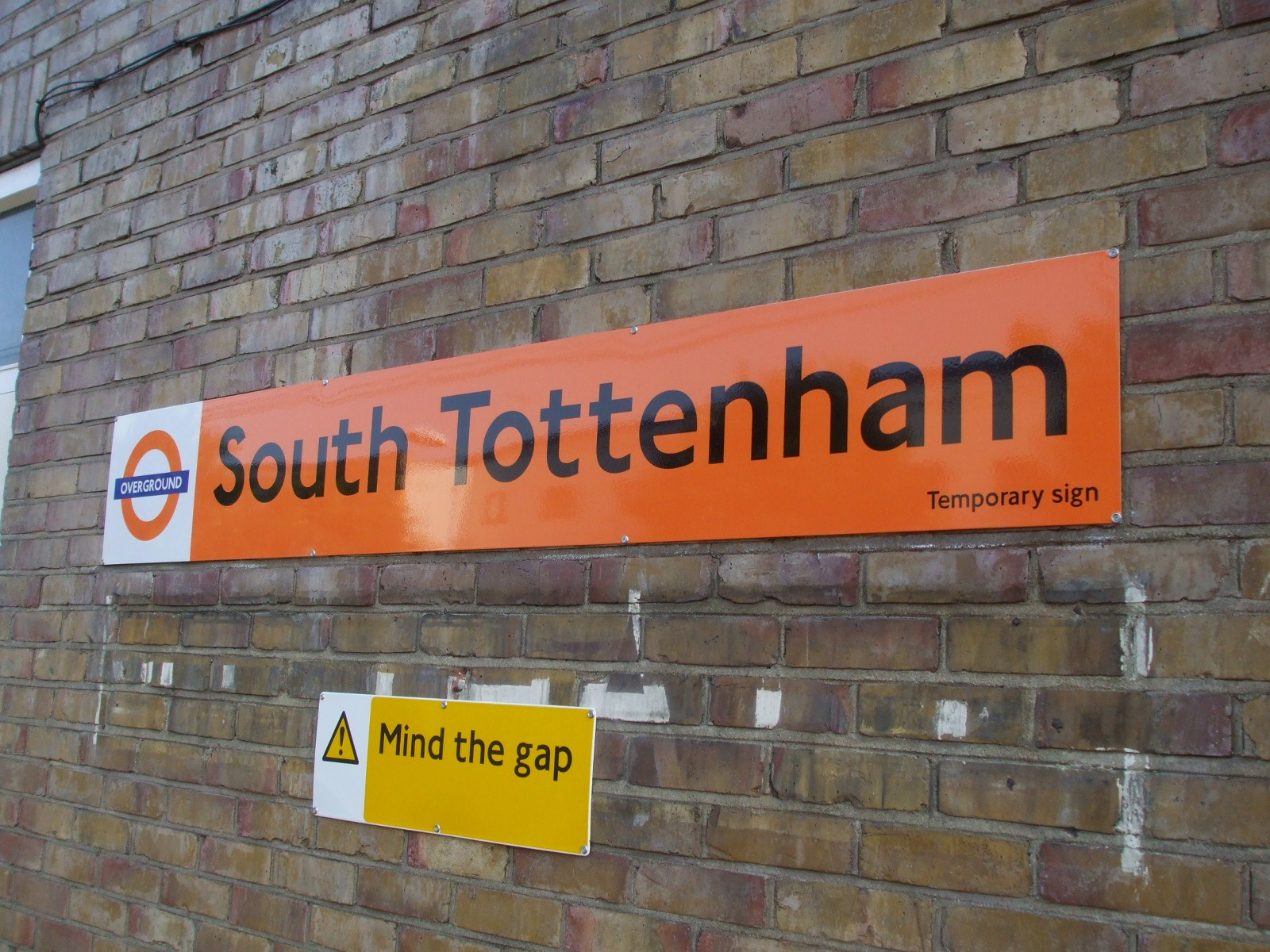
Tablica z nazwą stacji